# Comanchelus chihuanus
Comanchelus chihuanus är en mångfotingart som först beskrevs av Chamberlin 1947.  Comanchelus chihuanus ingår i släktet Comanchelus och familjen Atopetholidae. Inga underarter finns listade i Catalogue of Life.